# ناتالیا هلاخ
ناتالیا هلاخ (بلاروسی: Наталля Гелах؛ زادهٔ ۳۰ may ۱۹۷۸ (۴۶ سال)) ورزشکار روئینگ اهل بلاروس است.
وی در مسابقات کشوری و بین‌المللی در مجموع برندهٔ ۴ مدال طلا، ۳ مدال نقره، ۴ مدال برنز شده‌است.